# Jonathan Gräbert
Jonathan Gräbert (* 25. Februar 2007 in Rosenheim) ist ein deutscher Nordischer Kombinierer.

## Werdegang
Gräbert, der für den WSV Oberaudorf startet, wurde in der Jugend mehrmals Deutscher Meister seiner Altersklasse. Auch auf internationaler Ebene war er im Juniorenbereich erfolgreich. So gewann er am 28. August 2021 in Oberhof erstmals ein Youth-Cup-Rennen und wurde wenige Wochen später Sieger des Schülerwettkampfs bei den OPA-Skispielen in Predazzo. Am 25. Februar 2023 debütierte Gräbert in Oberstdorf im Continental Cup, verpasste aber die Punkteränge.
In den Winter 2023/24 startete Gräbert mit einem zweiten Rang beim Alpencup-Rennen in Seefeld. Mitte Januar 2024 gewann Gräbert in Trondheim seine ersten COC-Punkte. Bei den Olympischen Jugend-Winterspielen 2024 in Gangwon wurde er Dritter im Einzel und Achter im Mixed-Team. Im Februar startete er auch bei den Nordischen Junioren-Skiweltmeisterschaften in Planica und lief dort auf den achten Rang im Einzel. Im August 2024 startete Gräbert erstmals im Grand Prix, der höchsten Wettkampfserie im Sommer. Dabei wurde er im Mixed-Team Neunter und erreichte im Einzelrennen von Tschagguns den 28. Platz. Bei den Deutschen Meisterschaften 2024 in Oberhof und Zella-Mehlis wurde Gräbert Junioren-Meister.
Erneut stand Gräbert zum Auftakt des Winters 2024/25 in Seefeld auf dem Alpencup-Podest, ehe er im Januar im Continental Cup startete. Beim Wettkampfwochenende in Eisenerz lief er erstmals unter die besten Zehn, wenige Wochen später wurde er in Lillehammer zweimal Dritter. Bei den Nordischen Junioren-Skiweltmeisterschaften 2025 in Lake Placid gewann Gräbert gemeinsam mit Trine Göpfert, Ronja Loh und Richard Stenzel den Titel im Mixed-Team. Das Einzel-Rennen beendete er als Neunter. Die Saison beendete er auf dem zehnten Platz der COC-Gesamtwertung.

## Privates
Gräberts älterer Bruder Benedikt (* 2005) ist ebenfalls Nordischer Kombinierer. Er besuchte das Ski-Gymnasium in Berchtesgaden.

## Statistik

### Continental-Cup-Platzierungen
| Saison  | Platz | Punkte |
| ------- | ----- | ------ |
| 2023/24 | 29.   | 196    |
| 2024/25 | 10.   | 452    |

### Platzierungen bei Deutschen Meisterschaften
| Jahr und Ort              | Wettbewerb | Wettbewerb |
| Jahr und Ort              | Einzel     | Teamsprint |
| ------------------------- | ---------- | ---------- |
| 2023 Klingenthal          | 18.        | —          |
| 2024 Oberhof/Zella-Mehlis | 07.        | 05.        |